# Tipula monticola
Tipula monticola är en tvåvingeart som beskrevs av Alexander 1915. Tipula monticola ingår i släktet Tipula och familjen storharkrankar. Inga underarter finns listade i Catalogue of Life.